# Maritimer Fünfkampf

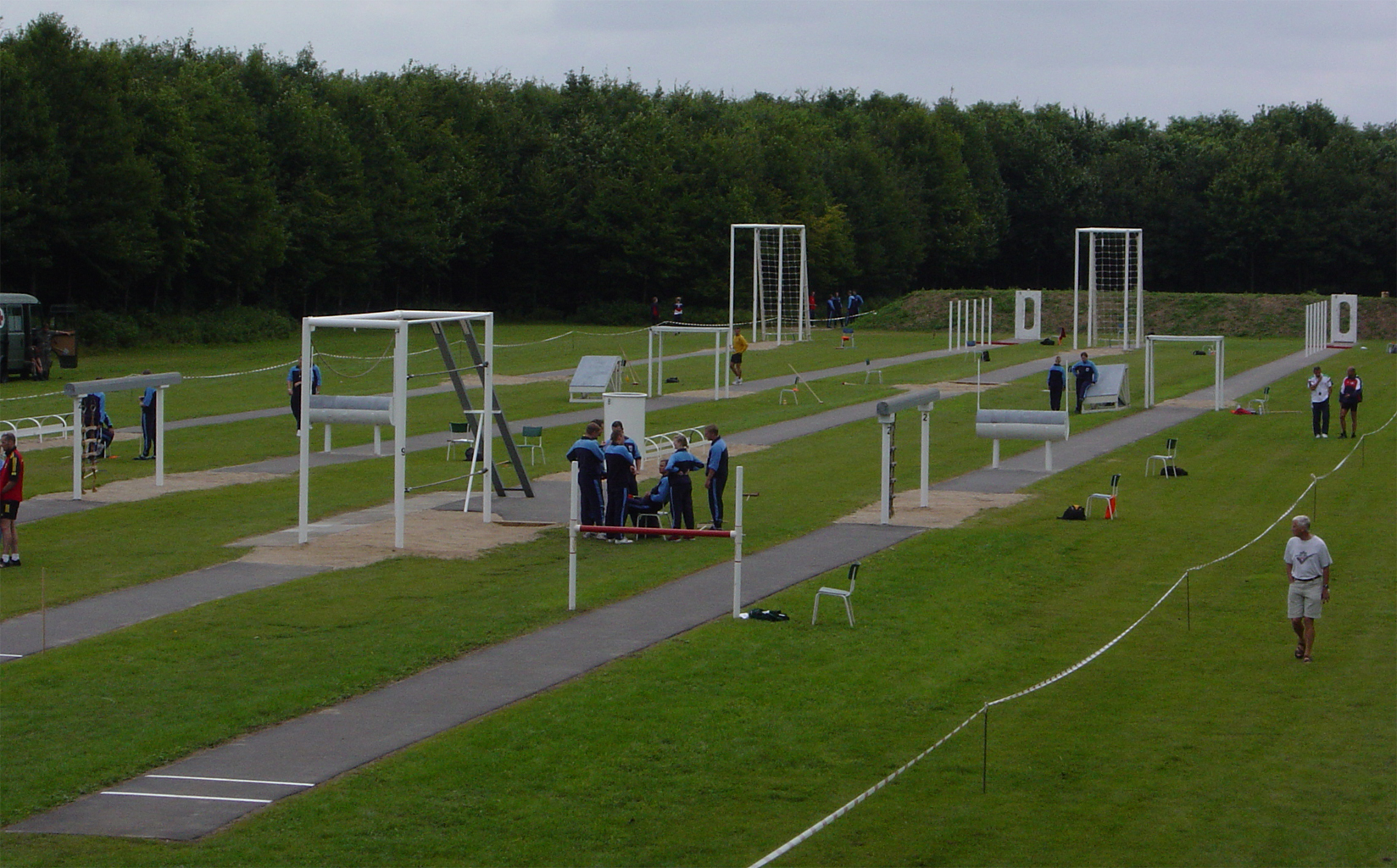
Hindernisbahn bei der Europameisterschaft 2004 in Eckernförde

Der Maritime Fünfkampf ist eine Militärsportart und gehört zum  Verband Conseil International du Sport Militaire; diese Sportart entstand im Jahr 1959.
1959 trat die Bundeswehr dem CISM bei, nahm aber erstmals 1968 an den Wettkämpfen teil. Die Sportfördergruppe der Bundeswehr in Eckernförde ist seit 1972 wieder beauftragt, in der Sportart Maritimer Fünfkampf auf internationalen und nationalen Wettkämpfen die Bundeswehr zu repräsentieren.
Die „Sportfördergruppe Eckernförde“ wurde seit 1983 mehrmals Welt- und Europameister sowohl in der Mannschafts- wie auch in Einzelwertungen; 1983 und 1996 wurde die CISM-Weltmeisterschaft im Maritimen Fünfkampf, 2004 die CISM-Europameisterschaft dieser Sportart in Eckernförde ausgetragen. Zuletzt wurde die deutsche Mannschaft 2011 bei den 5. Militärweltspielen in Rio de Janeiro Vize-Weltmeister in der Mannschaftswertung.

Erfolge: WM Gold Mannschaft 1983, 2003, 2005, 2007, 2008, 2009

## Die fünf Disziplinen
Hindernisbahnlauf Die erste Disziplin, der Hindernisparcours, erstreckt sich über eine Länge von 305 Meter während 10 Hindernisse schnellstmöglich überwunden werden müssen. Diese Bahn verlangt den Sportlerinnen und Sportlern läuferisches Können, Körpergefühl und Geschicklichkeit ab. Die Hindernisse sind aus dem militärischen bzw. seemännischen Leben entlehnt und enthalten Elemente, welche zum Beispiel auch auf Marineschiffen zu finden sind.

Lebensrettungsschwimmen  Beim Lebensrettungsschwimmen werden 75 Meter tauchend und schwimmend zurückgelegt. Aufgeteilt auf drei Bahnen werden fünf verschiedene Aufgaben absolviert. Ziel ist es, die Strecke schnellstmöglich zurückzulegen und eine nach 50 m Tauchen und Schwimmen auf 4 Meter Tiefe platzierte Puppe zu bergen und ins Ziel zu bringen.

Hindernisschwimmen  Beim Hindernisschwimmen werden insgesamt 125 Meter mit Flossen sowohl tauchend als auch schwimmend zurückgelegt. Zu den absolvierenden Aufgaben gehören neben dem Schwimmen das Transportieren einer Gewehrattrappe, das Untertauchen eines 4 Meter tiefen Netzes, die Überquerung einer beweglichen Rolle und das Öffnen einer Feuerwehrkupplung auf 3 Meter Tiefe.

Seemannschaftswettbewerb  Diese Disziplin setzt sich aus einer Land- und Wasserpassage zusammen. Der technische Teil findet an Land statt und umfasst das Hochziehen an einem Mast, das an Landziehen eines Tampen sowie das Auswerfen einer Wurfleine mit anschließendem Knüpfen eines Seemannsknoten (Palstek). Im zweiten Teil wird eine Strecke von 270 Meter im Slalomverfahren rudernd absolviert und dabei technische Aufgaben bewältigt.

Amphibischer Geländelauf  Dieser Geländelauf ist mit seiner Länge von 2,5 Kilometer nicht sonderlich lang, beinhaltet aber neben den Laufpassagen die drei Stationen Schießen, Paddeln und Zielweitwurf, sodass die Herausforderung darin liegt, das Rennen so taktisch zu gestalten, dass die Stationen schnellstmöglich ohne Fehler und Strafsekunden absolviert werden.